# アイマン・アルクルド
アイマン・アルクルド(Ayman Alkurd、1975年 - 2009年1月14日)は、パレスチナのサッカー選手。サッカーパレスチナ代表に選ばれていた。
2009年1月14日、ガザ地区に対するイスラエル国防軍による空爆により死亡。この空爆で同じくパレスチナのサッカー選手のワジー・ムシュタヒやシャーディー・スバヘ、パレスチナの国内オリンピック委員会のハリル・アベド・ジャブルなどが亡くなっている。